# Dobrodruh (film)
Dobrodruh (originální francouzský název Le Marginal) je francouzský kriminální film s komediálními prvky režiséra Jacquese Deraye z roku 1983 s Jean-Paulem Belmondem v hlavní roli.

## Děj
Divizní komisař Philippe Jordan je vyslán do Marseille, aby rozložil místní drogový gang, který řídí bohatý a vlivný „podnikatel“ Mecacci. Když pak komisař dopadne a zničí zásilku drog v obrovské hodnotě a způsobí tak Mecaccimu velkou finanční škodu, ten zařídí jeho služební přeložení a Jordan tak začíná působit jako řadový komisař na obyčejném zapadlém komisařství, které vyřizuje zejména podřadné mravnostní delikty. Nevzdává se však a ponořuje se do pokoutního světa podsvětí. Nejdřív je zavražděn jeho informátor, později je zabit jeho nejlepší přítel, ale komisař nakonec nikým neviděn vnikne do Mecacciho rezidence, kde se s ním vypořádá bez soudního procesu.

## Obsazení
| Jean-Paul Belmondo  | komisař Philippe Jordan                              |
| Henry Silva         | Sauveur Mecacci (francouzský hlas Jacques Deschamps) |
| Pierre Vernier      | inspektor Rojinski                                   |
| Roger Dumas         | inspektor Simon                                      |
| Maurice Barrier     | Tonton                                               |
| Claude Brosset      | Antonio Baldi                                        |
| Michel Robin        | Alfred Gonet alias „Freddy chemik“                   |
| Jacques Maury       | doktor Cappa, advokát                                |
| Didier Sauvegrain   | Alfrédův vrah                                        |
| Carlos Sotto Mayor  | Livia Maria Dolores                                  |
| Tchéky Karyo        | Francis Pierron                                      |
| Jean-Claude Dreyfus | travestita                                           |
| Ysabelle Lacamp     | prostitutka                                          |
| Jean-Louis Richard  | Antoine                                              |
| Maurice Auzel       | Rosenberg                                            |
| Henri Attal         | Georges                                              |